# Ixil (etnia)
El pueblo ixil es una etnia ubicada en el altiplano noroccidental del departamento de Quiché, en el norte de Guatemala. Así como en el sur de México, mayoritariamente en el estado de Campeche y en menor medida en Quintana Roo. La mayor parte de la población ixil se concentra en 3 municipios del departamento de Quiché, lugar de donde son originarios. En la década de 1980, los ixiles fueron víctimas de una represión y persecución militar por parte del éjercito de Guatemala en el contexto de la guerra civil de dicho país, situación que los obligó a migrar y buscar refugio en México para sobrevivir. Es uno de los más pequeños grupos mayenses sobrevivientes en ambos países. En 2002 contaba con unos 95 mil miembros. 
En el 2009 la Comunidad Ixil es reconocida al amparo del Convenio 169 de la OIT.

## Localización
En México, los ixiles viven en Quetzal Edzná y Los Laureles, municipio de Campeche y Maya Tecún II, municipio de Champotón del estado de Campeche, en el estado de Quintana Roo, habitan en Kuchumatán y Maya Balam, localidades del municipio de Othón P. Blanco. En las comunidades ixiles de Campeche, el paisaje se caracteriza por la presencia de un relieve con pequeñas ondulaciones y la formación de valles como el de Edzná. Los tipos de vegetación predominantes son selvas y pastizales inducidos. El clima es cálido subhúmedo con una temperatura media anual de 26 °C. 
El llamado triángulo ixil está constituido por tres municipalidades: Santa María Nebaj, San Juan Cotzal y  San Gaspar Chajul, en el departamento de El Quiché, en el norte de Guatemala.

## Idioma
El idioma ixil es una agrupación lingüística de la familia de lenguas mayenses la cual cuenta con dos variantes: Ixil chajuleño e Ixil nebajeño, es regulado por el Instituto Nacional de Lenguas Indígenas en México, y la Academia de Lenguas Mayas de Guatemala
En México es hablado en los municipios de Campeche y Champotón en Campeche, y en Othón P. Blanco, Quintana Roo. En Guatemala, la comunidad hablante de ixil se encuentra en el departamento de Quiché. 

## Tradiciones
En Campeche los ixiles rinden culto al sol, en un ritual ixil que consiste en que el jefe de cada familia, al despertar se dirige hacia la puesta del sol, y agradece al "Padre Sol" su aparición ya que este le guiara por el camino a las parcelas y el trabajo, cuidándolo de perderse o de sufrir algún accidente en su camino.

## Genocidio en Guatemala bajo la dictadura de Ríos Montt
En mayo de 2013, el expresidente guatemalteco de facto Efraín Ríos Montt fue condenado a 80 años de prisión —aunque luego la sentencia fue suspendida por aparentes errores procesales por la Corte Constitucional de Guatemala— por el genocidio cometido contra el pueblo ixil cuando gobernó entre 1982 y 1983 con la excusa de que colaboraba con las guerrillas comunistas. En la sentencia se consideró probado, aunque los grupos conservadores del país adujeran que no fue así, que los militares a su mando habían asesinado a 1771 ixiles con implicación de exterminio según la densidad demográfica de la etnia y la migración forzosa de otras comunidades hacia la demarcación fronteriza en busca de asilo en Chiapas, México; además de haber violado sistemáticamente a las mujeres y niñas ixiles, muchas de ellas convertidas en esclavas sexuales de sus soldados —y algunas de ellas murieron por esta causa—, y haber cometido todo tipo de atrocidades, como abrir el vientre a mujeres grávidas hasta extracción fetal, y de vejaciones como obligar a un padre a ver cómo torturaban y violaban a su esposa y a sus hijos. Como declaró la abogada española Paloma Soria, que participó en el proceso contra Ríos Montt, "se ha demostrado que lo que ocurrió en Guatemala fue un genocidio y eso siempre quedará ahí. Pase lo que pase [con la repetición del juicio ordenada por el Tribunal Constitucional], al menos durante diez días ha habido justicia". "La violencia sexual contra las niñas y mujeres ixiles fue generalizada y prueba que había intención de destruir al grupo. Cuando atacas a las mujeres de esa manera estás impidiendo la reproducción de la comunidad. Física y culturalmente, porque las ixiles, además, tienen un papel determinante en las transmisión de su cultura y las tradiciones", afirmó Paloma Soria, abogada especializada en temas de género y letrada de la Women's Link Worldwide.

## Véase también

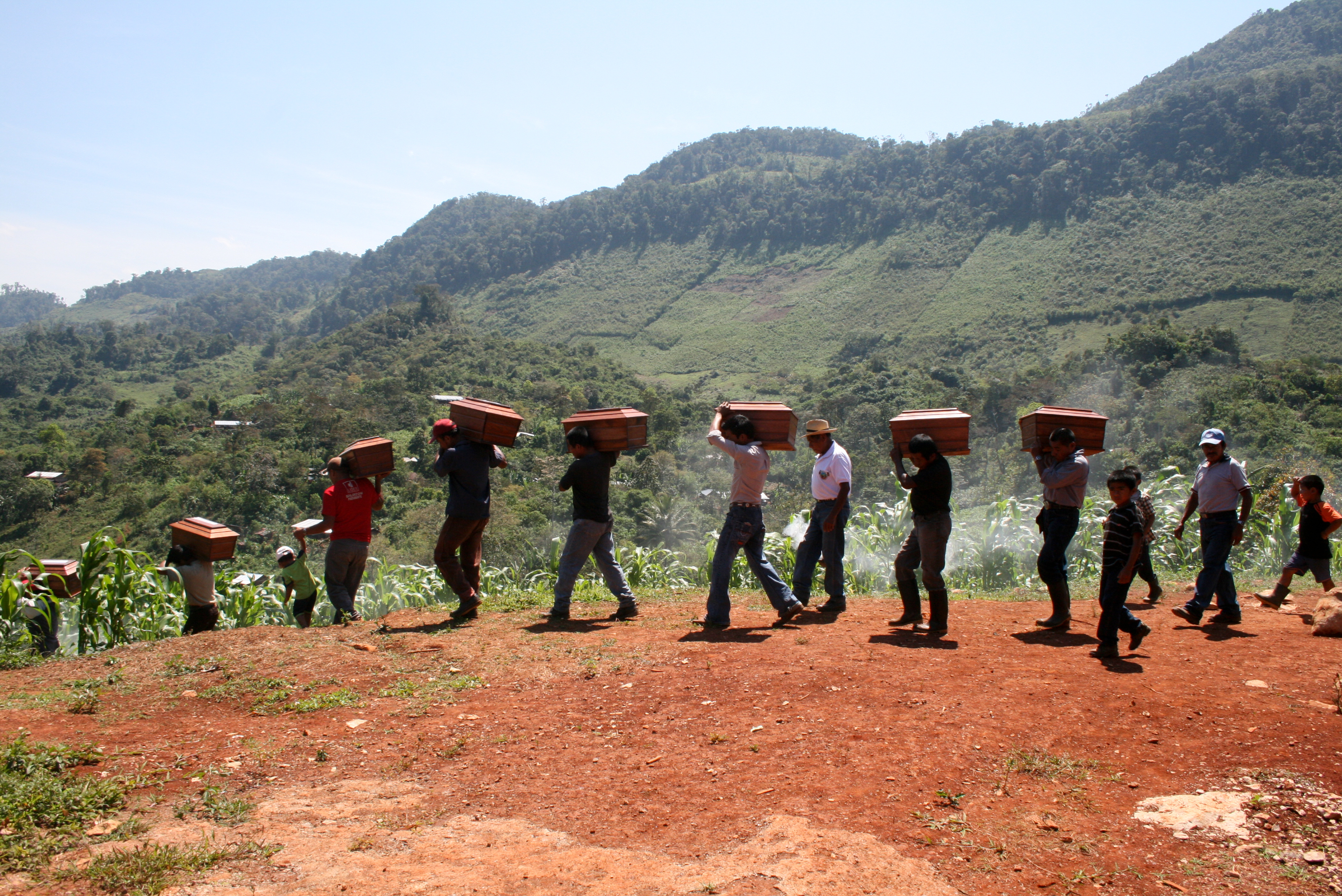
Pobladores queqchís llevan los restos de sus seres queridos después de una exhumación en Cambayal, en el departamento de Alta Verapaz. Desde 1997, el Centro de Antropología Forense y Ciencias Aplicadas (CAFCA) ha contribuido a curar las profundas heridas causadas por el genocidio maya. La labor forense de CAFCA tiene un doble impacto: ayudar a las familias a encontrar a sus seres queridos y aceptar su muerte, y reunir las pruebas necesarias para llevar los responsables ante la justicia. Foto: Archivo CAFCA.